# Ліси (Люблінське воєводство)
Ліси (пол. Lisy) — село в Польщі, у гміні Біла Підляська Більського повіту Люблінського воєводства.
Населення — 56 осіб (2011).
У 1975-1998 роках село належало до Білопідляського воєводства.

## Демографія
Демографічна структура станом на 31 березня 2011 року:
|          | Загалом | Допрацездатний вік | Працездатний вік | Постпрацездатний вік |
| -------- | ------- | ------------------ | ---------------- | -------------------- |
| Чоловіки | 28      | 10                 | 17               | 1                    |
| Жінки    | 28      | 1                  | 21               | 6                    |
| Разом    | 56      | 11                 | 38               | 7                    |